# クラウン・エステート
クラウン・エステート（The Crown Estate）は、単独法人としてのイギリス国王に帰属する土地及び権利の総体である。
形態としては『国王の公の不動産』であり、政府の財産、国王の私有地のいずれにも当たらない。これによって、国王はその不動産の運用管理に関与せず、極めて狭い範囲に限定された形でのみ、その支配を及ぼすという扱いがとられている。その代わりに、その不動産に関する広範囲の資産は、部分的に独立した法人格を持つ公法人によって管理され、その代表権を持つクラウン・エステート委員は、自ら当該不動産の「所有者としての地位」を持つものではないが、「所有権に基づく権利」を行使する。これらの世襲財産から生じる収益については、国王によってイギリス政府にその処分権があり、イギリス国家の利益のため、大蔵省へと直接的に移転するとされている。クラウン・エステートは、イギリス議会に対する形式的な報告義務を負い、国王に対して年次報告書を作成すること及びその写しを庶民院に提出することが法的に義務付けられている。

## 概説
クラウン・エステートは、イギリスにおける最大の資産管理会社の一つであり、管理する資産の額は120億ポンド相当に及ぶ。うち都市部不動産の資産価値は91億ポンドであり、価額から見ると資産の大部分を占めている。その資産には、セントラル・ロンドン内の数多くの不動産のほか、79万2000ヘクタール（196万エーカー）の農地及び森林、イギリス全体の海岸のうち半分を超える部分を含む。また、アスコット競馬場やウィンザー・グレート・パークをはじめとして、他の様々な歴史のある場所に関する権利を保有している。イギリス国内で自然に産出される金や銀は、併せて「王室鉱山」（Mines Royal）と呼ばれ、クラウン・エステートの管理の下、採掘業者に対して賃貸されている。
歴史的に、クラウン・エステートの資産は、国の支配に必要な資金に充てるため、現に統治を行っている国王によって管理されていた。しかし、1760年、ジョージ3世はその領地から得られる収益の管理を国庫に委ねた。そして、官吏の人件費、防衛費、国債、及び自身の債務に関する王個人の支払義務を免れ、その代わりに王は王室費（the Civil List）と呼ばれる給付を受けることになった。伝統的に、後に就任した国王らは、この取決めに同意し、これを踏襲していた。しかし、2012年4月1日付けで、Sovereign Grant Act 2011 (SSG、2011年国王給付法)の規定に基づき、王室費は廃止され、以降は定まった収入として、クラウン・エステートの年毎の純収益のうち一定割合（現在は15％に設定されている）の給付を受けることになった。これは長期的な見地からの対応を行い、議会が10年ごとに王室費に関する討議を行わなければならないという政治的に微妙な問題を解消することを意図したものであった。その後、枢密院勅令によって、将来即位するすべての国王に、SSGの規定がそのまま適用されることになった。同法は、不動産の所有権の法的性質に変更を及ぼすものではなく、単に議会の国王に対する給付金の額の基準となるものである。

## 歴史

### イングランド及びウェールズの王領地
イングランド及びウェールズの王領地（Crown lands）の歴史は、ノルマン・コンクエストに遡る。ウィリアム1世の死亡後、彼が「征服の権利」によって取得した土地は、広く手つかずの状態で残されていた。しかし、その後に即位した国王らは、貴族や諸侯らに対して土地を授け、彼らから奉仕と軍備の提供を受けていた。国王の元に残された土地は、王室領（royal manors）として分割され、家令（seneschal）によってそれぞれ別個に管理された。ウィリアム1世及びアン女王の治世の間に、土地の譲渡が続き、何世紀かのうちに王領地は、拡張する一方で、激減していた。エドワード1世はウェールズにまでその所有を広げた。ジェームズ1世はスコットランドに自身の王領地を有しており、これは最終的にイングランド及びウェールズの王領地と統合された。しかし、処分される土地が取得した土地を上回っており、1660年王政復古の時点で、王領地から生じる収益は推定26万3598ポンド（現在の3569万675ポンド相当）であったところ、ウィリアム3世の治世の終わり（1689年-1702年）には、6000ポンド（現在の88万6054ポンド相当）にまで落ち込んでいた。
ウィリアム3世の治世以前、王国のすべての収益は、政府の一般的な経費に充てるため、王に帰属していた。その収益には、次の2種類が存在した。
- 王領地、封建的権利（1660年に世襲の物品税へと替わる）、郵便事業や特許から得られる利益等に主として由来する世襲の収益、及び
- 王に与えられる一定年数又は終身の税収からなる暫定的収益

名誉革命後、議会はその暫定的収益のうち大部分を議会のコントロール下におき、国王を海軍及び陸軍の費用並びに公債の負担から解放した。ウィリアム3世、アン女王、ジョージ1世及びジョージ2世の時代、国王は、市民政府を維持する責任及び王室の世帯及びその尊厳を支える責任を依然として負っていたことから、その目的を達成するのに必要な限りで、世襲収益及び一定の税収を充てることが許容されていた。
国家システムが拡大するにつれ、市民政府の維持コストが、王領地及び封建的権利から得られる利益を超過するようになり、その差額は国王個人の債務となっていた。
ジョージ3世は、即位に伴い、政府にかかる費用を負担する義務を放棄して関連する負債をなくすのと併せて、王領地の利益を議会へと委譲した。そして、財政的に困窮することを防ぐため、国王は、王室費として固定額を支給されるほか、ランカスター公領からの利益を得られるすることになった。王は、世襲で受け継がれていた物品税、郵便事業の収益、及び世襲収益全体から見ると「小さなもの」であるイングランドにおける王領地の賃料（およそ1万1000ポンド、現在の149万9917ポンド相当）を含む収益を議会のコントロールに委ねた。そして、王室各員に支払われる年金という形で、王室一家の生活を維持するため、80万ポンド（現在の1億908万4906ポンド相当）の王室費が年金として支給されることになった。
王は、多額の世襲収益を得ていたが、その利益は課せられた費用の支払には不十分なものであった。王は特権を濫用して自身の支援者らに報いるために金銭や物を贈っていたからである。ジョージ国王の時代における300万ポンド（現在の2億1626万5586ポンド相当）に及ぶ負債は議会によってその支払いがなされ、王室費である年金の額は適宜増額された。
エリザベス2世を含め、その後即位した国王らは、ジョージ3世と議会の間の取決めを更新していた。この運用は、19世紀までに、「憲法を構成する必須の要素となっており…これを廃止することは困難であろう」と考えられていた。しかし、国王を対象とした支給の取扱いについて見直しが行われ、2011年SSGの成立へとつながった。

### アイルランドの王領地
1793年、ジョージ3世は、そのアイルランドにおける世襲収益を委譲し、アイルランドの市民政府の諸費用から、王室費年金の支払を受けることになった。
スコットランド同様、アイルランドの王領地は、封建的義務に基づく支払、城砦建設のため取得した土地、没収地（特に1688年以降）といった諸々のものから成り立っていた。1830年初頭、クラウン・エステートは、原賃貸借契約の賃借人が心神喪失状態になったことに伴ってバリーキルクラインの土地の占有を再び開始した。当該土地を占拠していた転借人の賃料不払が7年に及んだことから、1846年にバリーキルクラインの土地からの「排除」、その土地に居住していた人間を新天地へと移住させるという措置がとられた。クラウン・エステートについては、生活困窮者を雇用し、排水等の仕事に当たらせるという公共事業計画があったことを示す資料が残っている。1854年、貴族院特別委員会は、アイルランドに所在する狭小地を売却する決定をした。これに従って、7000エーカー（2800ヘクタール）の土地が、競売を通じておよそ2万5000ポンド（現在の211万6215ポンド相当）、直接取引を通じて1万ポンド（現在の84万6486ポンド相当）で売却され、アイルランドにおける大規模な資産の処分及び、グレート・ブリテンへの再投資が実施された。
1923年4月1日以降、アイルランド自由国に関しては、アイルランド政府が、アイルランドの土地の収益及び管理を行っている。アイルランド自由国に対する譲渡時において免役地代は総額2万3418ポンド（現在の120万4548ポンド相当）、不動産の賃料1191ポンド（現在の6万1261ポンド相当）であった。譲渡の対象となった不動産は、主として海岸地帯であった。

### スコットランドの王領地
1830年になって初めて、ウィリアム4世は、スコットランドの不動産からの収入の徴収を廃止した。スコットランドにおける国王の世襲の土地及び収入の管理は、当初はBarons of the Exchequer（財務裁判官）の下で行われていたが、1832年、1833年及び1835年王領地（スコットランド）法によって、Commissioners of Woods, Forests, Land Revenues（立木、森林及び土地の収益に関する委員）へと管轄が移された。これらの権利は、主として（1689年の監督制廃止に伴って）ケイスネス及びオークニー諸島における元教会の土地、スターリング及びエディンバラにおける古くからの王室の保有地及び封建的義務に基づく収益からなり、事実上都市部の財産は存在しなかった。海岸地帯及びサケ漁に関する権利を除くと、1937年に購入された、スコットランドのクラウン・エステートが管理を行う中で最大のものであるグレンリベットを含め、現在のスコットランドの不動産のほとんどは、対内投資によるものである。アップルガース、フォッシャバーズ、ホワイトヒルの不動産は、それぞれ1963年、1937年、1969年に購入された。
2011年スコットランド議会総選挙で勝利した後、スコットランド国民党（SNP）は、クラウン・エステートからの収益を得る権利をスコットランドへと委譲するよう求めた。この要求に対し、スコットランド省はクラウン・エステートの分割に反対する旨の決定をした。しかし、クラウン・エステートの収入の一部をビッグ宝くじ基金に割り当て、そこから沿岸部の地域へと配分する計画が進められているが、この計画も、SNPによる批判の対象となっている。

### スコットランドのクラウン・エステート
スコットランドのクラウン・エステートの設立と権利の委譲が行われた後、スコットランド政府が保有、管理する資産の集合は総額2億7200万ポンド相当となっており、この中には国の海洋エネルギープロジェクト開発を進める権利も含まれている。
クラウン・エステート・スコットランド（CES）と呼ばれる新たな公法人が、オフショア風力発電、波力・潮力プロジェクト及び大陸棚に関する活動が行われる地域の海底の管理に当たるとされている。

## 現在

### 1961年クラウン・エステート法
現在のクラウン・エステートは、クラウン・エステート委員によって、1961年クラウン・エステート法の規定に基づいて運営される特殊法人である。1961年クラウン・エステート法の定めるところによって、クラウン・エステート委員は、「クラウン・エステートの資産を土地所有権として維持し…その価値及びそこから得られる収益を増加させるとともに、通常期待される善良な管理者としての注意を払う」義務を負う。特に、同法は、第1条第5項において、「委員が締結した契約の有効性については、その権限の行使について定めた本法の規定に基づく行為ではない、又はその権限を超えてなされた行為であるといった異議を唱えてはならない。また、委員との間で取引を行ういかなる者も、その権限の程度や、権限の行使に加えられた制限の遵守に関し、回答を求めてはならない」と規定している。
法の概要
- クラウン・エステートは、事業の遂行に必要な限りの現金及び国債を別として、土地の不動産権のみからなる。
- クラウン・エステートの委員は、委員会を構成し、首相の助言に基づいて国王の承認を受ける。クラウン・エステート委員の定員は8人とする。
- 委員会は、次に掲げる義務を負う。
  - その不動産の資本価値及び収益を維持及び増加すること。ただし、同時に、
  - 不動産管理運用に係る高度な実務基準を遵守する必要があることに留意する。
- クラウン・エステートの財産を売却又は賃貸の用に供するとき、クラウン・エステートは、常にあらゆる状況を考慮した上で合理的と判断できる妥当な約因（価格等）に基づいてこれをしなければならない。ただし、（主に海岸及び海底の所有権から生じる）独占的価値については、その分の減額を行う。
- クラウン・エステートは、150年を超える期間の借地権を設定してはならない。
- クラウン・エステートは、10年を超える期間のオプションを土地に設定してはならない。ただし、当該オプション行使時に土地の査定が改めてなされる場合を除く。
- クラウン・エステートは、金員の借入れを行ってはならない。
- 寄付は、不動産及び賃借人の福祉に関連し、かつ宗教又は教育を目的とするものに限って認められる。それ以外の慈善を目的とした寄付は禁じられる。
- ウィンザー領（公園及び森林）の性質は保全されなければならない。当該不動産は、一部であっても売却してはならない。
- 女王及び議会に対し、毎年、前年度の資産に関する業績を記載した報告書を提出しなければならない。
- クラウン・エステートは、プロ向け会計基準を遵守し、その会計においては資本と利益を区別しなければならない。
- 新たな賃貸借契約の締結時に賃借人から受領する金員は、次に掲げる基準に従って、資本と利益とに区別するものとする。
  - 30年以下の期間の賃貸借の場合においては、利益とする。
  - 30年を超える期間の賃貸借の場合においては、資本とする。

### 権利

#### 都市部の資産
都市部の資産には、リージェント・ストリート全域及びウェスト・エンド内セント・ジェームズの約半分、オックスフォード、エクセター、ノッティンガム、ニューカッスル、ハーロウ、スウォンジーを含むイギリス全域の商業施設などがある。
2002年、クラウン・エステートは、リージェント・ストリートの商業、小売、観光施設及び公共施設の改善を目的として、10億ポンドに及ぶ投資計画の実行に着手した。さらに、セント・ジェームズの再開発等のため、5億ポンドの投資を行っている。

#### 農村部の資産
およそ14万4000ヘクタール（35万6000エーカー）に及ぶ農用地及び森林のほか、住宅及び商業用の不動産からなる。
| 農業に関する権利 | 家畜に関するもの及び耕作を目的とするもののいずれも含んだ農業に関する権利。イギリス全域におよそ10万6000ヘクタール（26万3000エーカー）、主としてウェールズに所在する2万6900ヘクタール（6万6500エーカー）の共有地もこれに含まれる。 |
| サケ漁           | スコットランドの多くの河川におけるサケ漁に関する法的な権利 |
| 森林             | およそ1万1000ヘクタール（2万7000エーカー）の森林（サマセット及びグレンリベットを含む） |
| 鉱山             | およそ11万5500ヘクタール（28万5500エーカー）に及ぶ土地から鉱物を採取する権利。34の用地で、砂、砂利、石灰岩、花崗岩、煉瓦用粘土、石炭、スレート及び規格石材の採掘・採取等の業務が行われている。                                   |

#### ウィンザー領
ウィンザー領はおよそ6300ヘクタール、ウィンザー・グレート・パーク、ウィンザー城のホームパーク、樹海、住宅地及び商業地、ゴルフコース、レース用コース及び賃貸用の農地が含まれる。
| 商業地及び住宅地 | オフィス、小売店及びホテル                               | 250ヘクタール  |
| レジャー用地     | ゴルフクラブ／アスコット競馬場                           | 250ヘクタール  |
| 農業             | 農地                                                     | 1200ヘクタール |
| 公園             | ウィンザー・ホーム・パーク／ウィンザー・グレート・パーク | 1600ヘクタール |
| 森林             | 森林地域                                                 | 3100ヘクタール |

#### 海洋権益
クラウン・エステートの海洋権益は、以下のものからなる。
| 海岸地帯               | イギリスの海岸のうちおよそ55%をクラウン・エステートが所有している。その他のイギリスの海岸については、コーンウォール公領やランカスター公領とされているものなどがある。オークニー諸島及びシェトランド諸島の海岸については、国王はその所有権を主張していない。    |
| 領海の海底             | 平均低潮面から12海里（22km）までの範囲における事実上すべての海底がクラウン・エステートの所有に属する。 |
| 大陸棚及び領海外の権利 | 1964年大陸棚法（海底の表土の下にある下層土及び基層について。ただし、石油、ガス及び石炭を除く）、2004年エネルギー法（再生可能エネルギーについて）及び2008年エネルギー法（ガス及び二酸化炭素貯留について）で定められたイギリスの海底及び海底資源に係る国王の権利 |

クラウン・エステートは、イギリスのオフショア風力発電産業の発展において主要な役割を果たしている。 クラウン・エステートによって行われている他の海底に関する商業活動には、波力・潮力エネルギー、二酸化炭素の回収・貯蔵、骨材資源、海底ケーブル・パイプライン及びカリ採掘などがある。海岸地帯に関しては、クラウン・エステートは、およそ850か所の水産養殖施設について許認可やリースを行っているほか、マリーナを有し、およそ1万8000か所の係留施設がその所有に属している。

#### その他の権利及び利益
その他の権利及び利益としては、以下のようなものがある。
| ショッピング・センター                     | ウスターのクラウンゲート・ショッピング・センター オックスフォードのウェストゲート・ショッピング・センター及びエクセターのプリンセスヘイ・ショッピング・センターについては、ランド・セキュリティーズと50：50の出資比率によるジョイントベンチャーで運営を行っている。また、ケントのブルーウォーター・ショッピング・センター及びソリフルのタッチウッド・ショッピング・センターへの出資を行っているレンドリース・グループのレンドリース・リテール・パートナーシップについて4.97%の持分を保有している。 |
| リテール・パーク                           | リーズのクラウン・ポイント・ショッピング・パーク、ミルトン・キーンズのMK1ショッピング・パーク、マージーサイドのエイントリー・ショッピング・パーク、トラフォードのオルトリナム・リテール・パーク、スラウのバース・ロード・ショッピング・パーク、スウォンジーのモーファ・ショッピング・パーク、ポーツマスのオーシャン・リテイル・パーク、ハーロウのクイーンズゲート・センター、メードストンのサウス・アイルズフォード・リテール・パーク、ヘメル・ヘムステッドのアプスリー・ミルズ・リテール・パーク、ノッティンガムのヴィクトリア・リテール・パーク、スウォンジーのモーファ・ショッピング・パーク。 エルズミア・ポート、チェシャー・オークスのコロシアム・リテール・パークは、8100万ポンドで購入された。 エディンバラのフォート・キネアード、チェルトナムのギャラガー・リテール・パーク及びウォリックのレミントン・ショッピング・パークについては、ジャージーに拠点を置くユニット型投資信託であるヘラクレス・ユニット・トラストと、50：50の割合で「ジブラルタル・リミテッド・パートナーシップ」を通じて出資している。 |
| ショッピング/オフィスビル                  | ロンドン、W1B、プリンスズ・ストリート（オックスフォード・サーカス付近）の66.67%の持分 |
| サヴォイ不動産に関する合意                 | ロンドンのランカスター公領サヴォイ不動産から得られる利益のうち23％を受け取る権利 |
| スコットランドにおける天然のムール貝とカキ | 天然の甲殻類（養殖のものは含まない） |
| 復帰権及び偶発利益                         | 公の利益（教育や宗教目的での使用等）を目的としたものに対し、クラウン・エステートは、一部の不動産を所有権復帰特約付きで売却している。使用目的が変更されたときは、その所有権はクラウン・エステートへと復帰し得る。現在政府が使用している国王の世襲財産は、政府がその使用を止めたときは、クラウン・エステートへと復帰する |
| 無主の土地                                 | 国のすべての土地の究極的な権利者としての国王以外に所有者が存在しない土地。無主の状態は、会社の破産又は解散の場合に生じ得る。解散した会社が自由土地保有権に基づき所有していた土地で、イングランド又はウェールズで登記されていたものは、国の代理人によって、無主地（bona vacantia）として処理される。 |
| 無償の許可・権利                           | 水道本管、ケーブル、変電所、戦争祈念施設など |

### 財政状況
2015/2016年の会計年度におけるクラウン・エステートの資産価値は120億ポンド、うち純収入は3億410万ポンド（6.7%の増加）であった。

## 運営

### 沿革
クラウン・エステートが行っている管理業務は、過去以下の機関が所管していた。
- 17世紀–1810年：Surveyor General of Woods, Forests, Parks, and Chases and Surveyor General of the Land Revenues of the Crown
- 1810–1831年：Commissioners of Woods, Forests and Land Revenues
- 1832–1850年：Commissioners of Woods, Forests, Land Revenues, Works and Buildings
- 1851–1924年：Commissioners of Woods, Forests and Land Revenues
- 1924–1954年：Commissioners of Crown Lands

### クラウン・エステート委員の会長及び最高経営責任者
会長（一等委員）
- 1955–62年：マルコム・トラストラム・イブ（後のシルソー男爵）（1894年生–1976年没)
- 1962–77年：パース伯爵（1907年生–2002年没）
- 1977–80年：モニフィースのトムソン男爵（1921年生–2008年没)
- 1980–85年：クロフォード伯爵及びバルカレス伯爵（1927年生）
- 1985–95年：マンスフィールド伯爵マンスフィールド伯爵（1930年生–2015年没)
- 1995–2002年：デニス・ハートレイ・ヘンダーソン（1932年生–2016年没）
- 2002–2009年：イアン・デヴィッド・グラント（1943年生）
- 2010–2016年：スチュアート・ハンプソン（1947年生）
- 2016年–：ロビン・ブーデンバーグ（1959年生）

最高経営責任者（二等委員）
- 1955–60年：ロナルド・モンタギュー・ジョゼフ・ハリス
- 1960–68年：ジャック・アレクサンダー・サザーランド＝ハリス
- 1968–78年：ウィリアム・アラン・ウッド
- 1978–83年：ジョン・マイケル・ムーア
- 1983–89年：キース・デクスター
- 1989-2001年：クリストファー・ハウズ
- 2001–2011年：ロジャー・マーティン・フランシス・ブライト
- 2012–2019年：アリソン・ニモ
- 2019年–：ダン・ラバッド

会長（正式名称は「一等委員」)はパートタイム職である。最高経営責任者（「二等委員」）のみが、クラウン・エステート委員会のうち、唯一の常勤の業務執行を行う役員である。